# Cursa Spațială
Cursa Spațială (în engleză Space Race, în rusă Космическая гонка) a fost o competiție de la mijlocul-sfârșitul secolului al XX-lea între Uniunea Sovietică (URSS) și Statele Unite ale Americii (SUA), pentru supremație în explorarea spațiului cosmic. Cursa a fost atât ideologică cât și tehnologică și a implicat eforturi de pionierat de a lansa sateliți artificiali, zboruri spațiale umane sub-orbitale și orbitale în jurul Pământului și călătorii cu echipaj uman pe Lună.

## Evenimente semnificative pentru Cursa spațială

#### Lansarea satelitului artificial Sputnik 1
Sputnik 1 a fost primul obiect creat de om care a ajuns pe orbita Pământului (la 4 octombrie 1957), în cadrul Programului spațial Sputnik desfășurat de Uniunea Sovietică.

Sputnik 1 a fost primul satelit artifical al Pământului. Avea dimensiunile unei mingi, cântărea peste 80 kg și a orbitat Pământul mai mult de două luni.

#### Lansarea pe orbită a cățelei Laika
Laika a fost un câine folosit de Uniunea Sovietică în unul din programele sale spațiale, unul din primele animale care au ajuns în spațiul cosmic, dar cel mai mediatizat.
Deși nu a supraviețuit zborului, Laika a demonstrat că un organism viu poate supraviețui lansării pe orbită și a furnizat date importante specialiștilor despre modul cum funcționează organismele vii în imponderabilitate.

#### Lansarea pe orbită a cosmonautului Yuri Gagarin
Yuri Gagarin a fost un cosmonaut sovietic, primul om care a ajuns în spațiul cosmic (pe 12 aprilie 1961).

#### Aselenizarea lui Neil Armstrong
Neil Armstrong este un fost astronaut American, primul om care a pășit pe Lună pe data 20 iulie 1969, în timpul misiunii Apollo 11. Cu ocazia coborârii pe suprafața Lunii, Armstrong a rostit "Un pas mic pentru om, un salt uriaș pentru omenire", citat devenit ulterior celebru. La aselenizare a participat și astronautul Buzz Aldrin. Evenimentul a fost urmărit de milioane de oameni din întreaga lume. Misiunea a fost una reușită, în ciuda scepticismului multora (chiar Neil Armstrong a declarat ulterior că înainte de misiune considera că există 50% șanse să revină pe Pământ de pe suprafața lunară).